# Curtis Hoyle
Curtis Hoyle è un personaggio dei fumetti pubblicati dalla Marvel Comics. È apparso per la prima volta in The Punisher n. 1 (luglio 1987), creato dallo scrittore Mike Baron e dal disegnatore Klaus Janson.

## Biografia del personaggio
Tenente durante la guerra del Vietnam, Hoyle combatté al fianco di Frank Castle prima di tornare a casa negli Stati Uniti, dove si separarono. Hoyle frequenta una vita criminale con la Rockhouse Corporation, dove sale rapidamente tra i ranghi per essere il secondo in comando. Castle si ricongiunge con Hoyle sperando di arrivare al suo capo. Tuttavia, Hoyle capisce l'intenzione e cerca di uccidere l'uomo. Hoyle viene buttato fuori da un elicottero da Castle.

## Altri media
Curtis Holye è uno dei protagonisti della serie The Punisher, co-prodotta e distribuita dalla piattaforma streaming Netflix, in cui è un fidato amico di Castle, che ha perso una gamba durante la seconda guerra del Golfo e lo aiuta in vari casi.